# Zimbabwe vid världsmästerskapen i friidrott 2023
Zimbabwe tävlade vid världsmästerskapen i friidrott 2023 i Budapest i Ungern mellan den 19 och 27 augusti 2023.

## Resultat
Zimbabwes trupp bestod av fyra idrottare.

### Herrar
Gång- och löpgrenar
| Idrottare            | Gren      | Försöksheat | Försöksheat | Semifinal        | Semifinal        | Final            | Final            |
| Idrottare            | Gren      | Resultat    | Placering   | Resultat         | Placering        | Resultat         | Placering        |
| -------------------- | --------- | ----------- | ----------- | ---------------- | ---------------- | ---------------- | ---------------- |
| Tapiwanashe Makarawu | 200 meter | 20,64       | 4           | Gick inte vidare | Gick inte vidare | Gick inte vidare | Gick inte vidare |
| Isaac Mpofu          | Maraton   | —           | —           | —                | —                | 2:11.33 0SB0     | 16               |
| Ngonidzashe Ncube    | Maraton   | —           | —           | —                | —                | 2:17.02 0SB0     | 37               |

### Damer
Gång- och löpgrenar
| Idrottare          | Gren    | Final    | Final     |
| Idrottare          | Gren    | Resultat | Placering |
| ------------------ | ------- | -------- | --------- |
| Fortunate Chidzivo | Maraton | 2:43.28  | 55        |